# Bucium (okręg Bihor)
Bucium – wieś w Rumunii, w okręgu Bihor, w gminie Ceica. W 2011 roku liczyła 232 mieszkańców.